# Rahu sild
Le pont de la paix  (en estonien : Rahu sild) anciennement pont de la victoire (en estonien : Võidu sild) est un pont à  Tartu en Estonie.

## Présentation
Le pont Rahu est un pont en béton armé construit entre 1952 et 1957 au centre de Tartu.
Il enjambe la rivière Emajõgi, reliant la route de Narva au carrefour où se rencontrent la rue Riia tänav, la rue Turu tänav et la Vabaduse puiestee.

## Étymologie
Le pont a été nommé « pont de la victoire » en 1965 pour célébrer le 20e anniversaire de la victoire dans la Grande Guerre patriotique. Le comité exécutif du Conseil des députés du peuple de la ville de Tartu a pris la décision le 7 mai 1965, se référant à la proposition des vétérans de la Grande Guerre patriotique. Une plaque signalétique été installée sur le pont.
En 2022, le pont a été rebaptisé « Pont de la paix » en raison de l'association de l'ancien nom avec l'Occupation soviétique de l’Estonie (1944–1991) (et).

## Histoire
Comme tous les ponts de Tartu avaient été détruits pendant la Seconde Guerre mondiale, il n'y avait pas de pont permanent dans la ville jusqu'en 1956, des ponts flottants temporaires étaient utilisés.
Dans le prolongement de la rue Riia tänav, les urbanistes ont décidé de relier la rue Riia tänav sur la rive droite de la rivière Emajõgi à la route Narva maantee sur la rive gauche.
La décision de construire un nouveau pont en béton armé à Tartu a été approuvée par le Conseil des ministres de la RSS d'Estonie en 1952. 
La même année, le calcul de la résistance statique du pont était achevé. 
Le pont de la Victoire a été conçu par le cabinet Leningrad Lengiprokommunstroi.
L'ingénieur en chef du projet était R. Rosen, qui a également conçu des ponts et des viaducs de Saint-Pétersbourg à Irkoutsk, le pont a été conçu par Zaitsev. 
Selon le projet, la longueur du pont est de 76,8 m, la largeur 18,0 m (chaussée 12 m, deux trottoirs 3 m chacun), hauteur sous le pont 4 m.

## Galerie

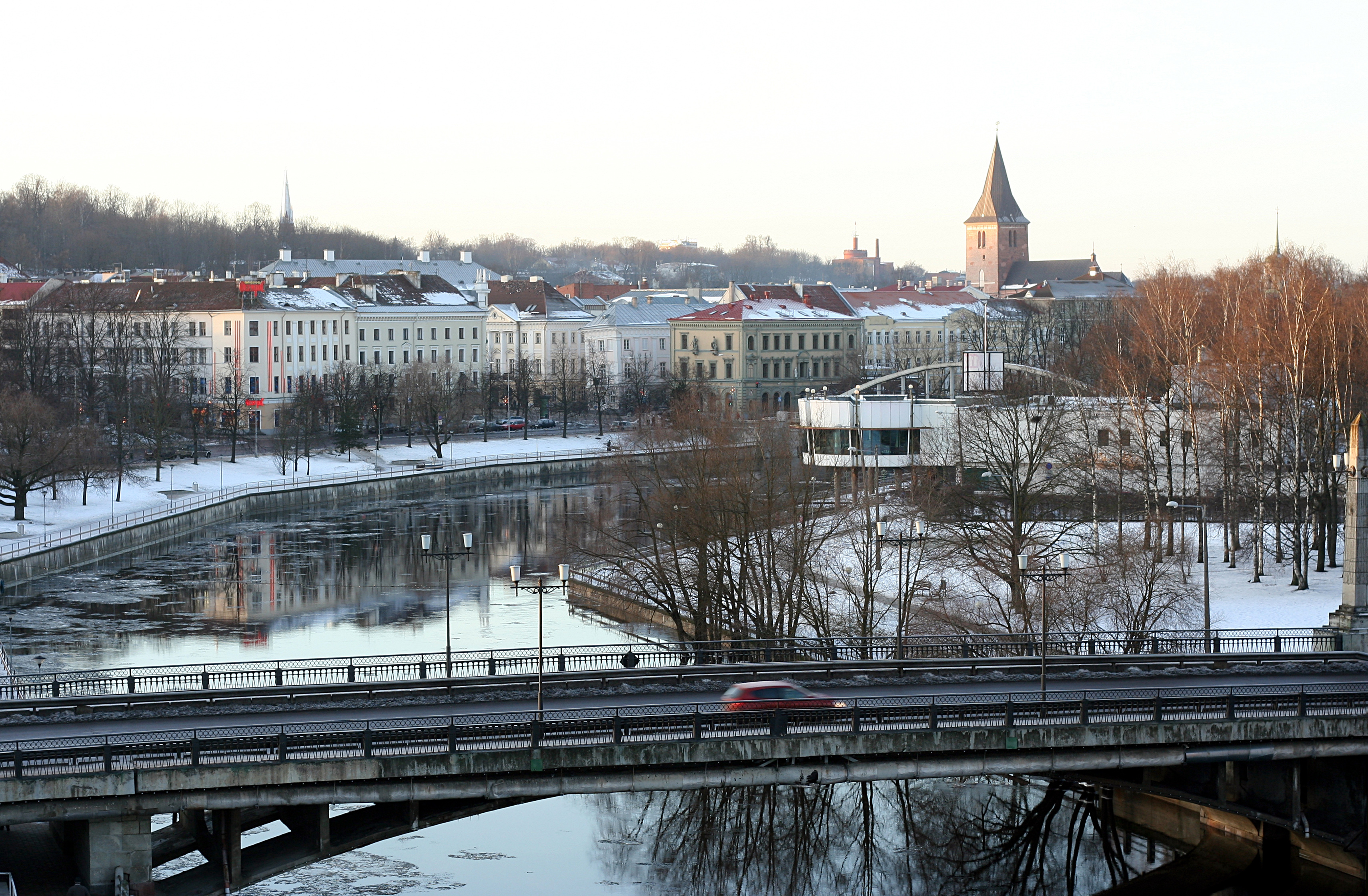
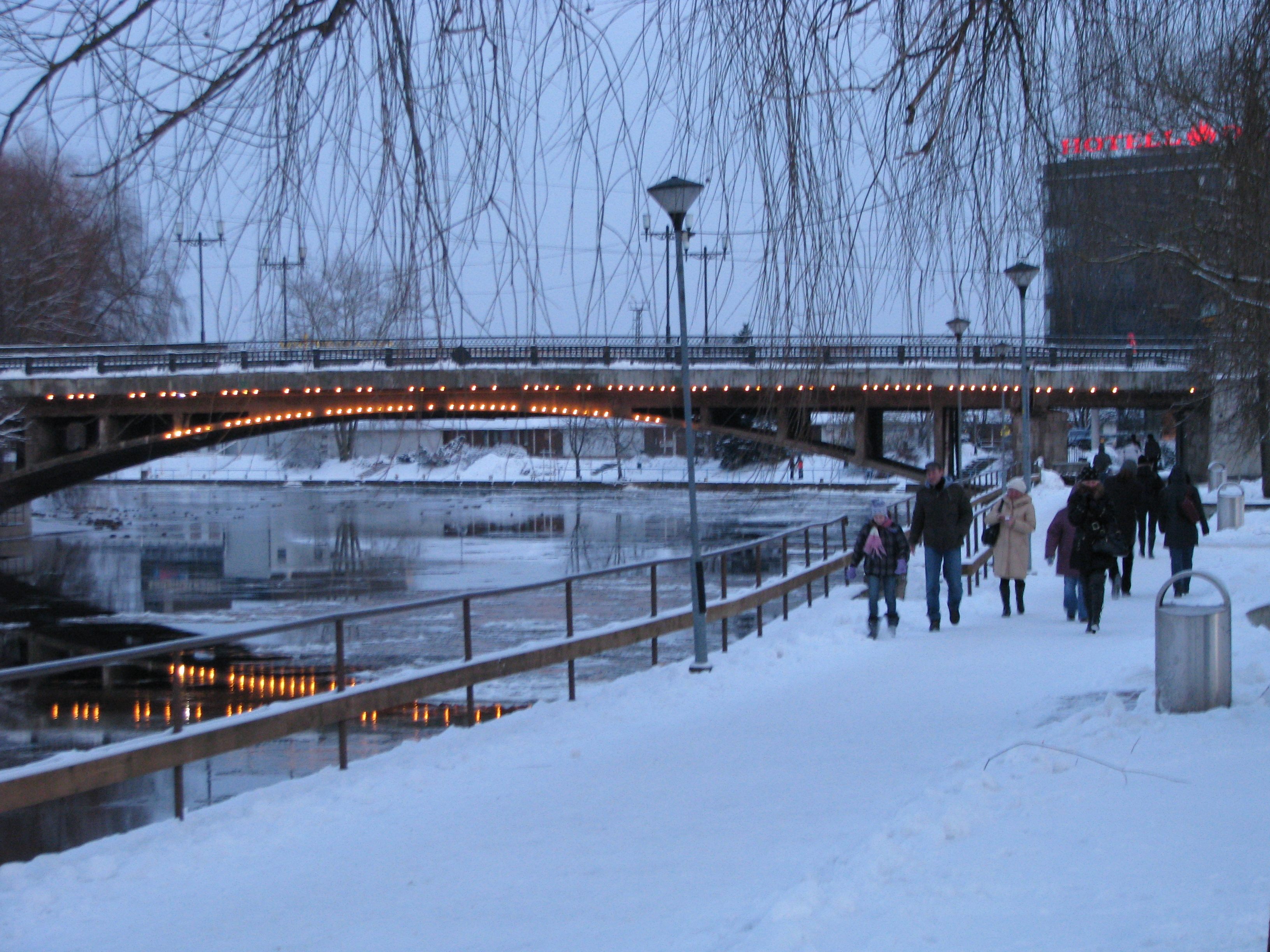
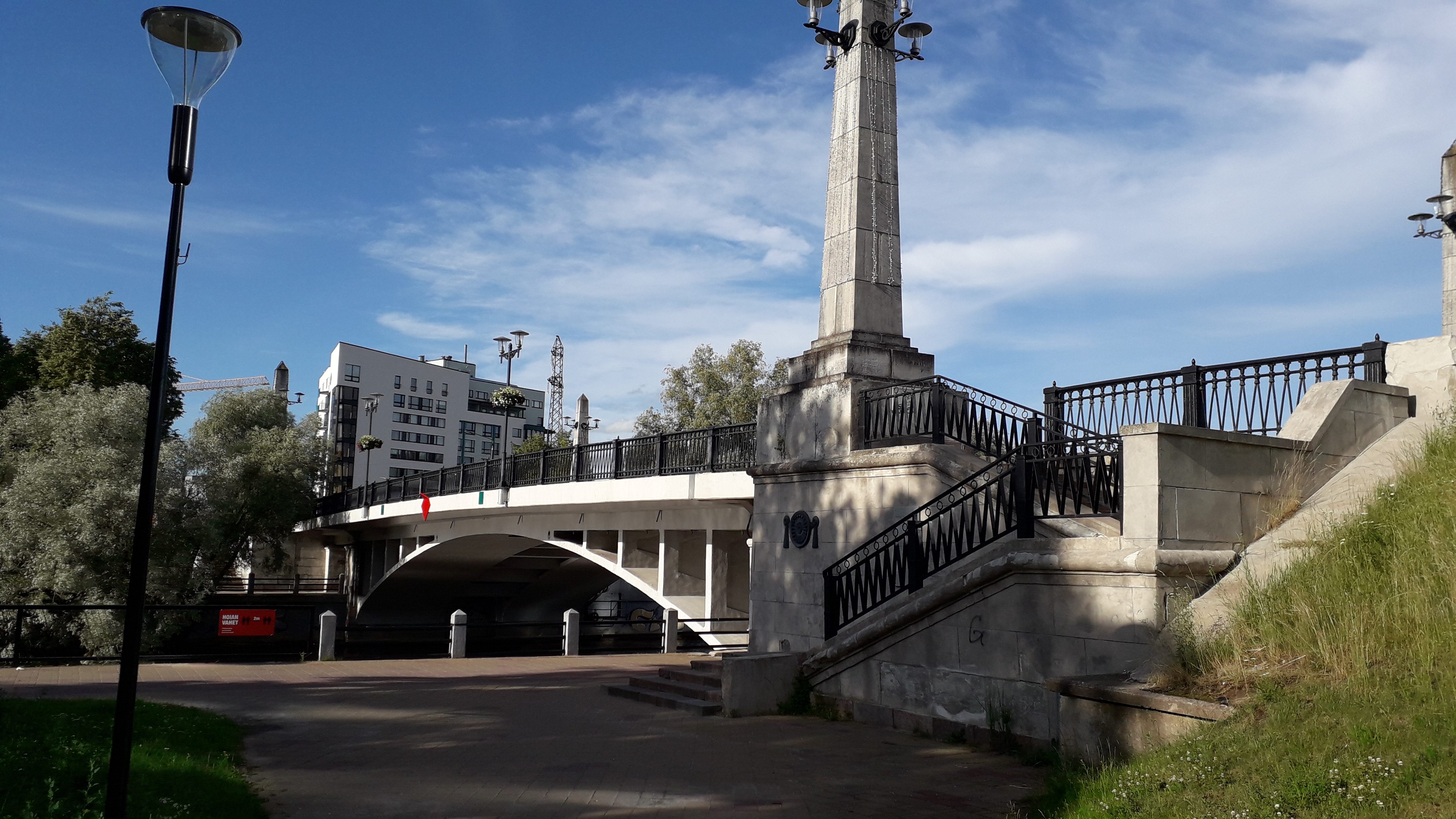